# Trần Văn Thời (huyện)
Trần Văn Thời là một huyện cũ thuộc tỉnh Cà Mau, Việt Nam.

## Địa lý
Huyện Trần Văn Thời nằm ở phía tây tỉnh Cà Mau, có vị trí địa lý:
- Phía đông giáp thành phố Cà Mau và huyện Cái Nước
- Phía tây giáp Vịnh Thái Lan
- Phía nam giáp huyện Phú Tân
- Phía bắc giáp huyện Thới Bình và huyện U Minh.

### Điều kiện tự nhiên
Trên địa bàn huyện có nhiều cửa biển lớn và nhỏ thông ra Biển Tây, trong đó lớn nhất là cửa Sông Ông Đốc.
Huyện Trần Văn Thời là một trong những đơn vị dẫn đầu trong toàn tỉnh Cà Mau về khai thác thủy sản, phát triển nông nghiệp và nuôi cá đồng.
Huyện có trên 22 km bờ biển, có điều kiện phát triển nghề khai thác thủy sản trên biển. Trong đó, cửa biển sông Ông Đốc rộng, sâu, ít gió bão, thuận tiện cho tàu thuyền neo đậu, trú bão và thực hiện các dịch vụ hậu cần nghề cá.

## Hành chính
Huyện Trần Văn Thời có 13 đơn vị hành chính cấp xã trực thuộc, bao gồm 2 thị trấn: Trần Văn Thời (huyện lỵ), Sông Đốc và 11 xã: Khánh Bình, Khánh Bình Đông, Khánh Bình Tây, Khánh Bình Tây Bắc, Khánh Hải, Khánh Hưng, Khánh Lộc, Lợi An, Phong Điền, Phong Lạc, Trần Hợi với 151 khóm, ấp.

## Lịch sử
Huyện mang tên nhà cách mạng Việt Nam Trần Văn Thời.

### Giai đoạn 1945 – 1975
Ngày 5 tháng 5 năm 1950, Ủy ban Kháng chiến – Hành chính Nam Bộ ban hành Quyết định về việc thành lập huyện Trần Văn Thời trên cơ sở 12 xã: Khánh An, Nguyễn Phích, Khánh Lâm, Trần Hợi, Khánh Bình, Khánh Hưng, Phong Lạc, An Bình, Hưng Mỹ, Phú Hưng, Phú Mỹ, Tân Hưng Mỹ.

#### Việt Nam Cộng hòa
Thời Pháp thuộc, địa bàn huyện vẫn là một phần nhỏ của quận Cà Mau thuộc tỉnh Bạc Liêu cho đến năm 1956.
Ngày 9 tháng 3 năm 1956, chính quyền Việt Nam Cộng hòa ban hành Sắc lệnh số 32-VN về việc thành lập tỉnh Cà Mau trên cơ sở sáp nhập quận Cà Mau, quận Quảng Xuyên và 4 xã thuộc quận Giá Rai (Định Thành, Hòa Thành, Tân Thành, Phong Thạnh Tây) của tỉnh Bạc Liêu.
Ngày 22 tháng 10 năm 1956, Tổng thống Việt Nam Cộng hòa Ngô Đình Diệm ban hành Sắc lệnh số 143-NV về việc thành lập tỉnh An Xuyên trên cơ sở đổi tên tỉnh Cà Mau. Tỉnh lỵ đổi tên là Quản Long.
Thời Việt Nam Cộng hòa, địa bàn này vốn là quận Sông Ông Đốc thuộc tỉnh An Xuyên sau năm 1956, gồm 3 xã: Khánh Bình Đông, Khánh Bình Tây và Phong Lạc.
Sau ngày 30 tháng 4 năm 1975, quận Sông Ông Đốc bị giải thể.

#### Chính quyền Cách mạng
Năm 1951, Chính quyền Việt Minh thành lập huyện Trần Văn Thời thuộc tỉnh Bạc Liêu, bao gồm 5 xã: Khánh Bình Đông, Khánh Bình Tây, Trần Hợi, Hưng Mỹ, Khánh An, Khánh Lâm.
Sau năm 1956, Chính quyền Cách mạng đặt huyện Trần Văn Thời thuộc tỉnh Cà Mau cho đến đầu năm 1976. Địa bàn huyện Trần Văn Thời lúc bấy giờ tương ứng với quận Sông Ông Đốc thuộc tỉnh An Xuyên của chính quyền Việt Nam Cộng hòa.
Ngày 20 tháng 9 năm 1975, Bộ Chính trị ban hành Nghị quyết số 245-NQ/TW về việc hợp nhất tỉnh Bạc Liêu, tỉnh Cà Mau và 2 huyện Vĩnh Thuận, An Biên (ngoại trừ 2 xã Đông Yên và Tây Yên) của tỉnh Rạch Giá sẽ hợp nhất lại thành một tỉnh, tên gọi tỉnh mới cùng với nơi đặt tỉnh lỵ sẽ do địa phương đề nghị lên.
Ngày 20 tháng 12 năm 1975, Bộ Chính trị ban hành Nghị quyết số 19/NQ về việc hợp nhất tỉnh Bạc Liêu và tỉnh Cà Mau thành một tỉnh, tên gọi tỉnh mới cùng với nơi đặt tỉnh lỵ sẽ do địa phương đề nghị lên.

### Từ năm 1976 đến nay
Ngày 24 tháng 2 năm 1976, Chính phủ Cách mạng Lâm thời Cộng hòa miền Nam Việt Nam ban hành Nghị định số 3/NQ/1976 về việc hợp nhất tỉnh Bạc Liêu và tỉnh Cà Mau thành một tỉnh mới, lấy tên là tỉnh Bạc Liêu – Cà Mau.
Ngày 10 tháng 3 năm 1976, Ban đại diện Trung ương Đảng và Chính phủ ban hành Nghị quyết về việc:
- Thành lập tỉnh Minh Hải trên cơ sở đổi tên tỉnh Bạc Liêu – Cà Mau.
- Huyện Trần Văn Thời thuộc tỉnh Minh Hải, ban đầu viết là Trần Thời, bao gồm thị trấn Sông Ông Đốc (từ ngày 14 tháng 2 năm 1984 về sau gọi là thị trấn Sông Đốc) và 5 xã: Khánh Hưng A, Khánh Hưng B, Trần Hợi, Phong Lạc, Khánh Bình.

Ngày 11 tháng 7 năm 1977, Hội đồng Chính phủ ban hành Quyết định số 181-CP về việc sáp nhập xã Lý Văn Lâm và xã Lương Thế Trân thuộc huyện Châu Thành mới giải thể vào huyện Trần Văn Thời.
Ngày 29 tháng 12 năm 1978, Hội đồng Chính phủ ban hành Quyết định số 326-CP. Theo đó, huyện Trần Thời có 26 xã, 1 thị trấn Sông Ông Đốc.
Ngày 25 tháng 7 năm 1979, Hội đồng Chính phủ ban hành Quyết định số 275-CP về việc:
- Chia xã Khánh Hưng A thành 5 xã: Khánh Dân, Khánh Hải, Khánh Hiệp, Khánh Hòa, Khánh Hưng.
- Chia xã Khánh Hưng B thành xã Khánh Hưng B và xã Khánh Tân.
- Chia xã Trần Hội thành 4 xã: Khánh Dũng, Khánh Lộc, Khánh Xuân, Trần Hội và thị trấn Trần Thời.
- Chia xã Phong Lạc thành 3 xã: Phong Điền, Phong Lạc, Phong Phú.
- Chia xã Khánh Bình thành 4 xã: Khánh Bình, Khánh Đông, Khánh Tây, Khánh Trung.
- Thành lập xã Lợi An trên cơ sở vùng Sông Ông Đốc.
- Phân vạch địa giới của thị trấn Sông Ông Đốc.

Ngày 17 tháng 12 năm 1984, Hội đồng Chính phủ ban hành Quyết định số 168-HĐBT về việc:
- Đổi tên huyện Trần Thời thành huyện Trần Văn Thời.
- Đổi tên thị trấn Trần Thời thành thị trấn Trần Văn Thời.
- Đổi tên thị trấn Sông Ông Đốc thành thị trấn Sông Đốc.

Ngày 14 tháng 2 năm 1987, Hội đồng Bộ trưởng ban hành Quyết định số 33B-HĐBT về việc:
- Giải thể xã Phong Phú để sáp nhập vào xã Phong Lạc và xã Lợi An.
- Sáp nhập xã Khánh Dũng vào xã Khánh Hưng.
- Sáp nhập xã Trần Hợi vào xã Khánh Xuân.
- Giải thể xã Khánh Trung để sáp nhập vào xã Khánh Bình và xã Khánh Đông.
- Sáp nhập xã Khánh Hiệp vào xã Khánh Dân.

Ngày 2 tháng 2 năm 1991, Ban Tổ chức – Cán bộ của Chính phủ ban hành Quyết định số 51/QĐ-TCCP về việc:
- Thành lập xã Khánh Bình Đông trên cơ sở xã Khánh Đông và xã Khánh Tây.
- Đổi tên xã Khánh Xuân thành xã Trần Hợi.
- Sáp nhập xã Khánh Dân vào xã Khánh Hưng.
- Thành lập xã Khánh Bình Tây trên cơ sở xã Khánh Hưng B và xã Khánh Tân.
- Sáp nhập xã Khánh Hòa vào xã Khánh Hải.
- Sáp nhập một phần diện tích và dân số của xã Phong Lạc vào xã Lợi An.
- Sáp nhập một phần diện tích và dân số của thị trấn Sông Đốc vào xã Phong Lạc.

Huyện Trần Văn Thời lúc này gồm có 2 thị trấn: Trần Văn Thời (huyện lỵ), Sông Đốc và 8 xã: Khánh Bình, Khánh Bình Đông, Khánh Bình Tây, Khánh Hải, Khánh Hưng, Lợi An, Phong Lạc, Trần Hợi.
Ngày 6 tháng 11 năm 1996, Quốc hội ban hành Nghị quyết về việc chia tỉnh Minh Hải thành tỉnh Bạc Liêu và tỉnh Cà Mau. Khi đó, huyện Trần Văn Thời thuộc tỉnh Cà Mau.
Ngày 25 tháng 6 năm 1999, Chính phủ ban hành Nghị định số 42/1999/NĐ-CP về việc thành lập xã Khánh Bình Tây Bắc trên cơ sở có 9.864 ha diện tích tự nhiên và 17.212 người của xã Khánh Bình Tây.
Ngày 5 tháng 9 năm 2005, Chính phủ ban hành Nghị định số 113/2005/NĐ-CP về việc:
- Thành lập xã Phong Điền trên cơ sở 5.578,88 ha diện tích tự nhiên và 13.208 người của xã Phong Lạc.
- Thành lập xã Khánh Lộc trên cơ sở 2.478 ha diện tích tự nhiên và 8.215 người của xã Trần Hợi.

Ngày 20 tháng 12 năm 2012, Bộ Xây dựng ban hành Quyết định số 1151/QĐ-BXD về việc công nhận thị trấn Sông Đốc là đô thị loại IV.
Huyện Trần Văn Thời có 2 thị trấn và 11 xã.
Ngày 12 tháng 6 năm 2025, Quốc hội ban hành Nghị quyết số 202/2025/QH15 về việc sắp xếp đơn vị hành chính cấp tỉnh (nghị quyết có hiệu lực từ ngày 12 tháng 6 năm 2025). Theo đó, sáp nhập tỉnh Hậu Giang và tỉnh Sóc Trăng vào thành phố Cần Thơ.
Ngày 16 tháng 6 năm 2025, Quốc hội ban hành Nghị quyết số 203/2025/QH15 về việc Sửa đổi, bổ sung một số điều của Hiến pháp nước Cộng hòa xã hội chủ nghĩa Việt Nam. Theo đó, kết thúc hoạt động của đơn vị hành chính cấp huyện trong cả nước từ ngày 1 tháng 7 năm 2025.

## Kinh tế
Thu nhập chính của huyện này là thủy sản và nông lâm nghiệp:
- Thủy sản gồm từ nuôi trồng và đánh bắt trên biển.
- Nông lâm nghiệp chủ yếu là trồng lúa hai vụ, rau màu và rừng tràm.

## Dân số
Huyện Trần Văn Thời có diện tích 702,72 km², dân số năm 2019 là 197.679 người, mật độ dân số đạt 281 người/km².
Huyện Trần Văn Thời có diện tích 703,47 km², dân số quy đổi tính tính đến ngày 31/12/2022 là 239.449 người, mật độ dân số đạt 340 người/km².
Huyện Trần Văn Thời có diện tích 703,50 km², dân số quy đổi tính đến ngày 31/12/2024 là 243.822 người, mật độ dân số đạt 346 người/km².

## Du lịch
Địa bàn huyện này thuộc Khu dự trữ sinh quyển Mũi Cà Mau đã được UNESCO công nhận là Khu dự trữ sinh quyển thế giới.

## Hình ảnh

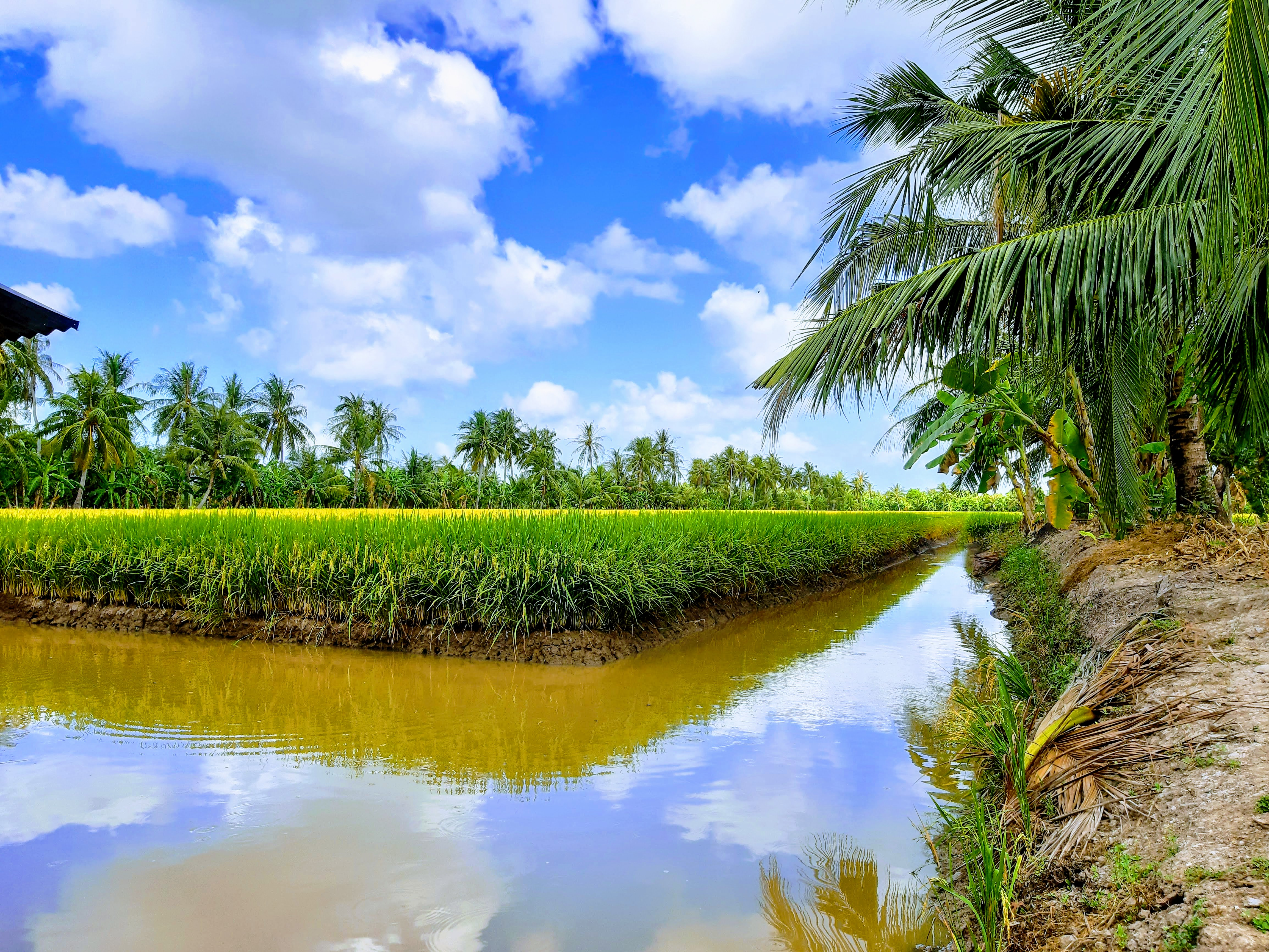
Đồng lúa Khánh Hải
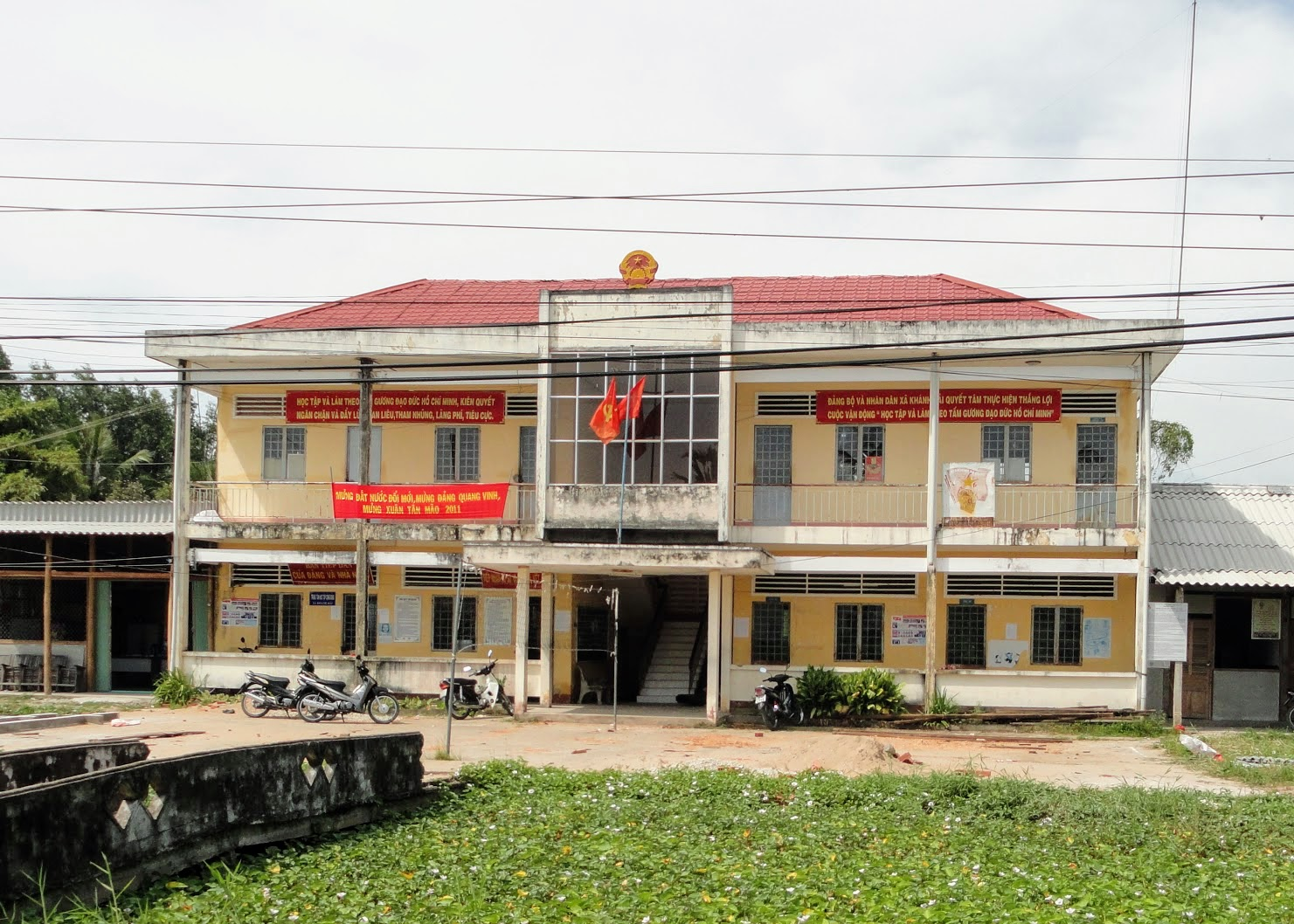
Trung tâm hành chính xã Khánh Hải
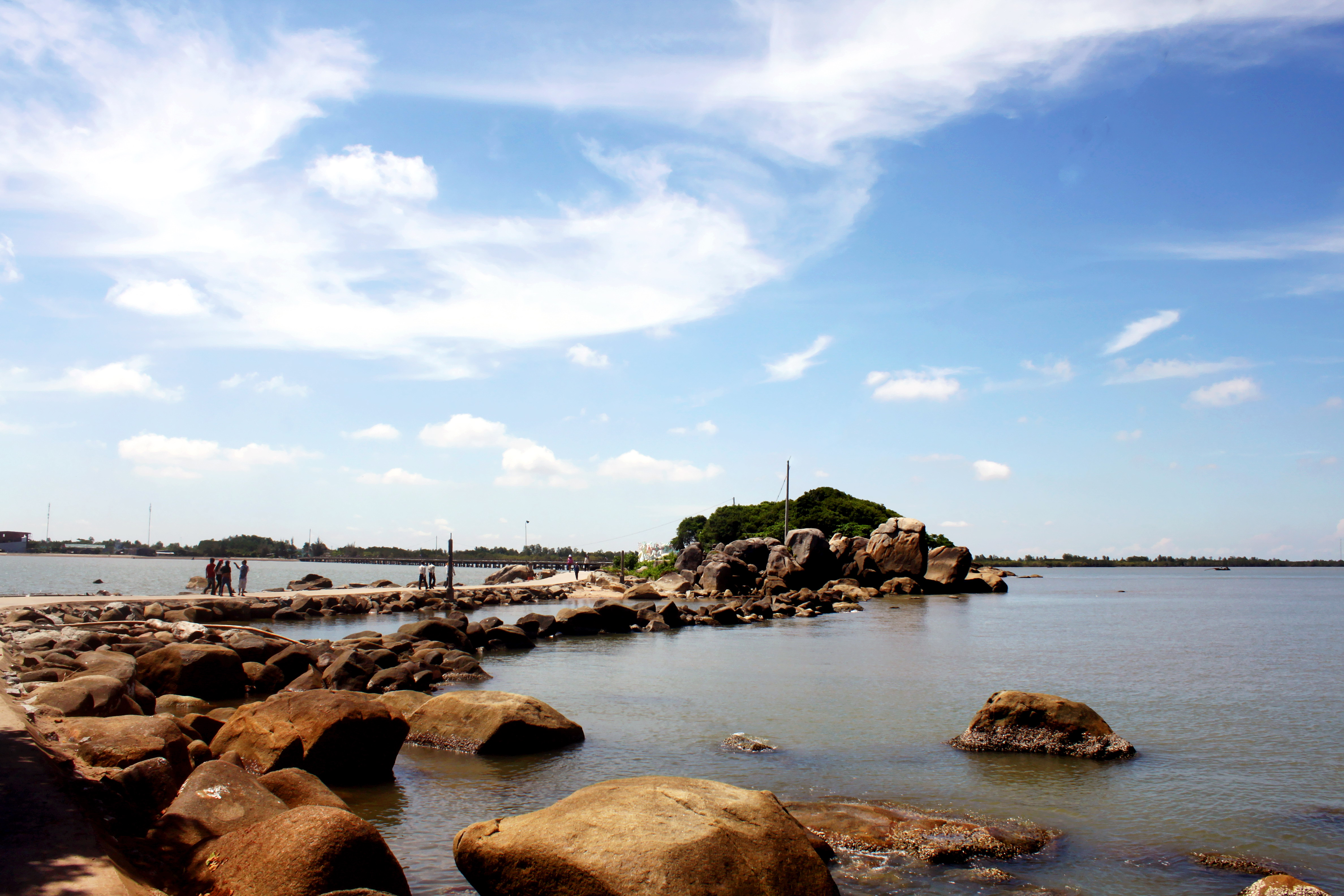
Một cảnh trong khu du lịch Hòn Đá Bạc
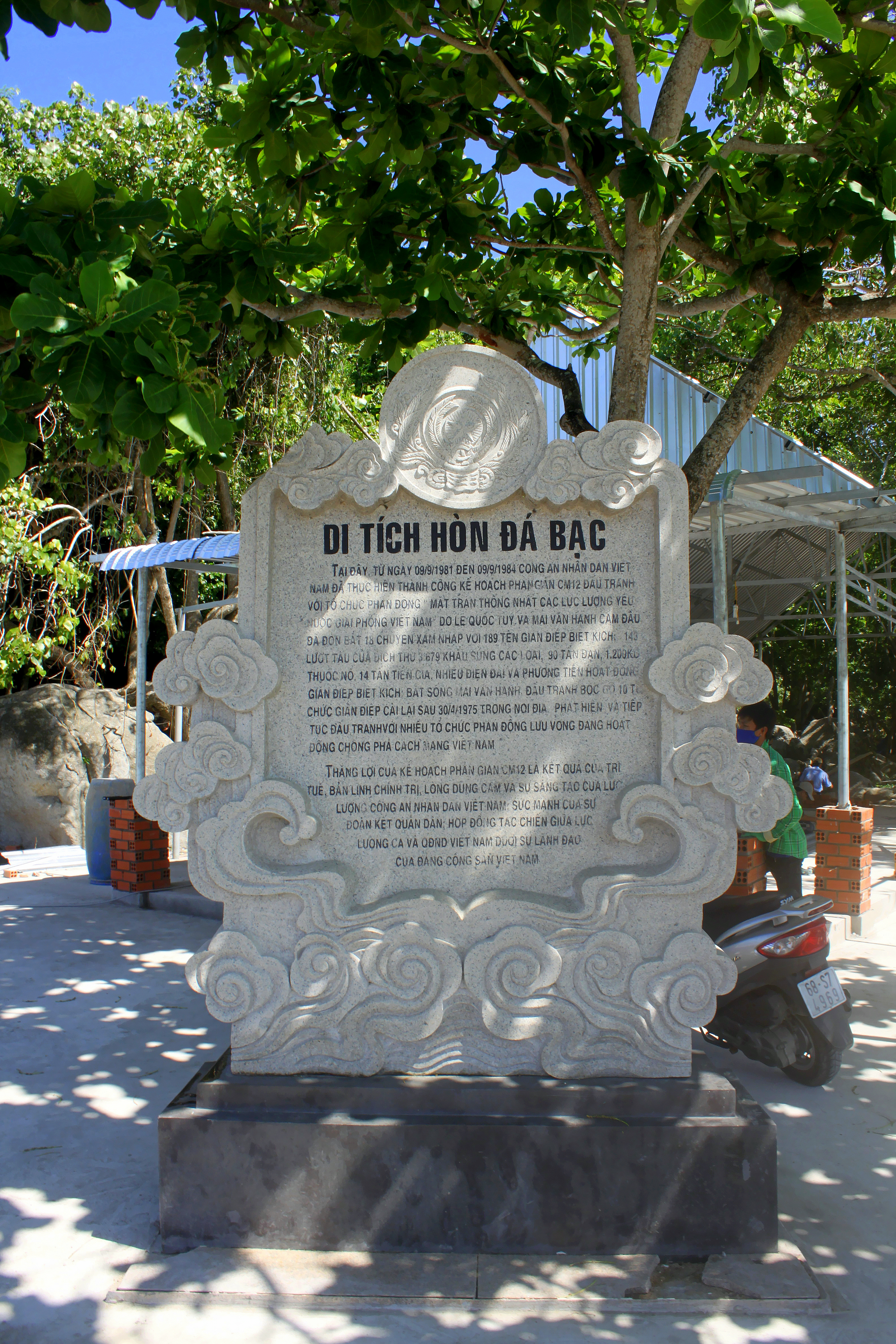
Bia di tích Hòn Đá Bạc.
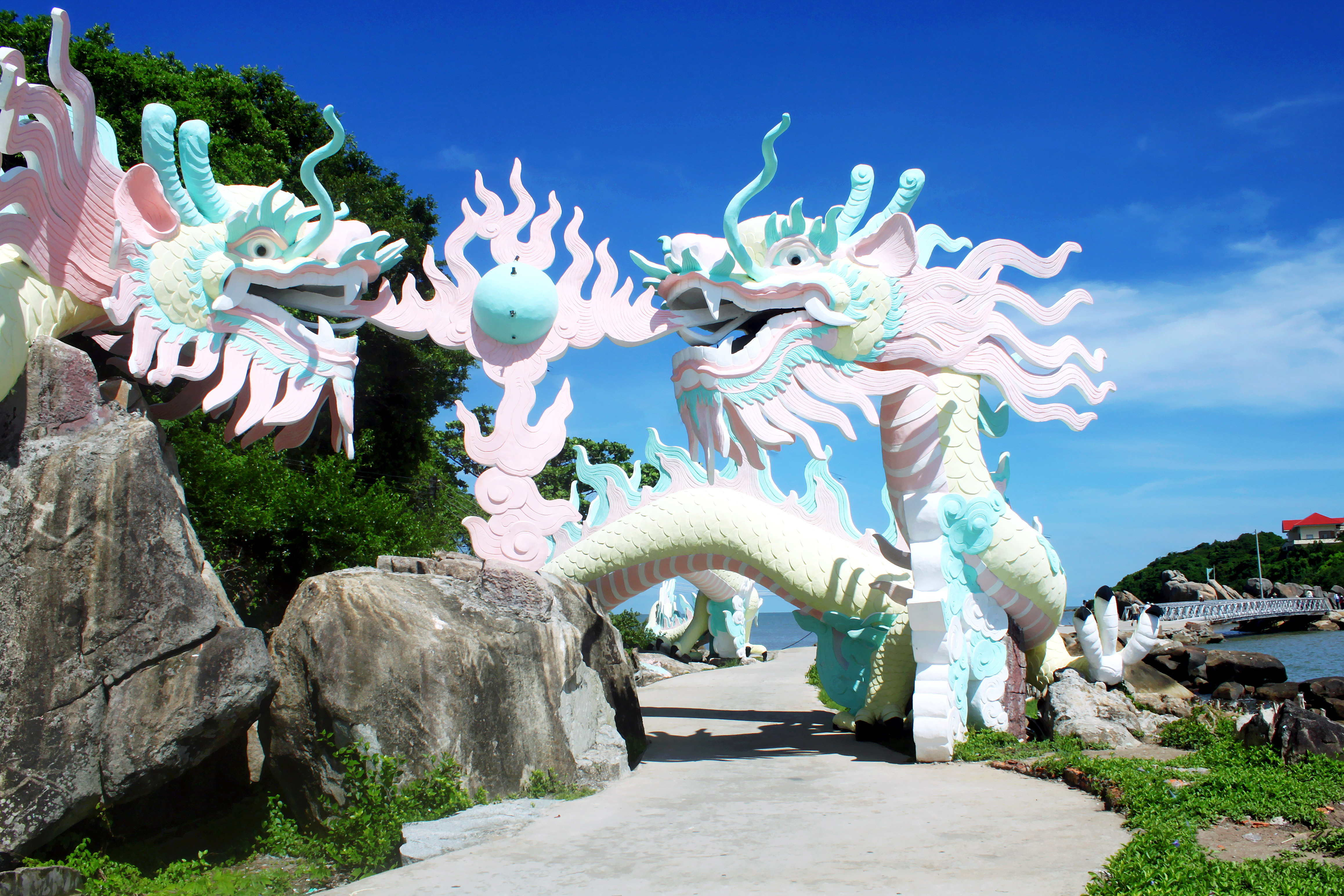
Đôi rồng cảnh được thiết kế giống như một cổng chào
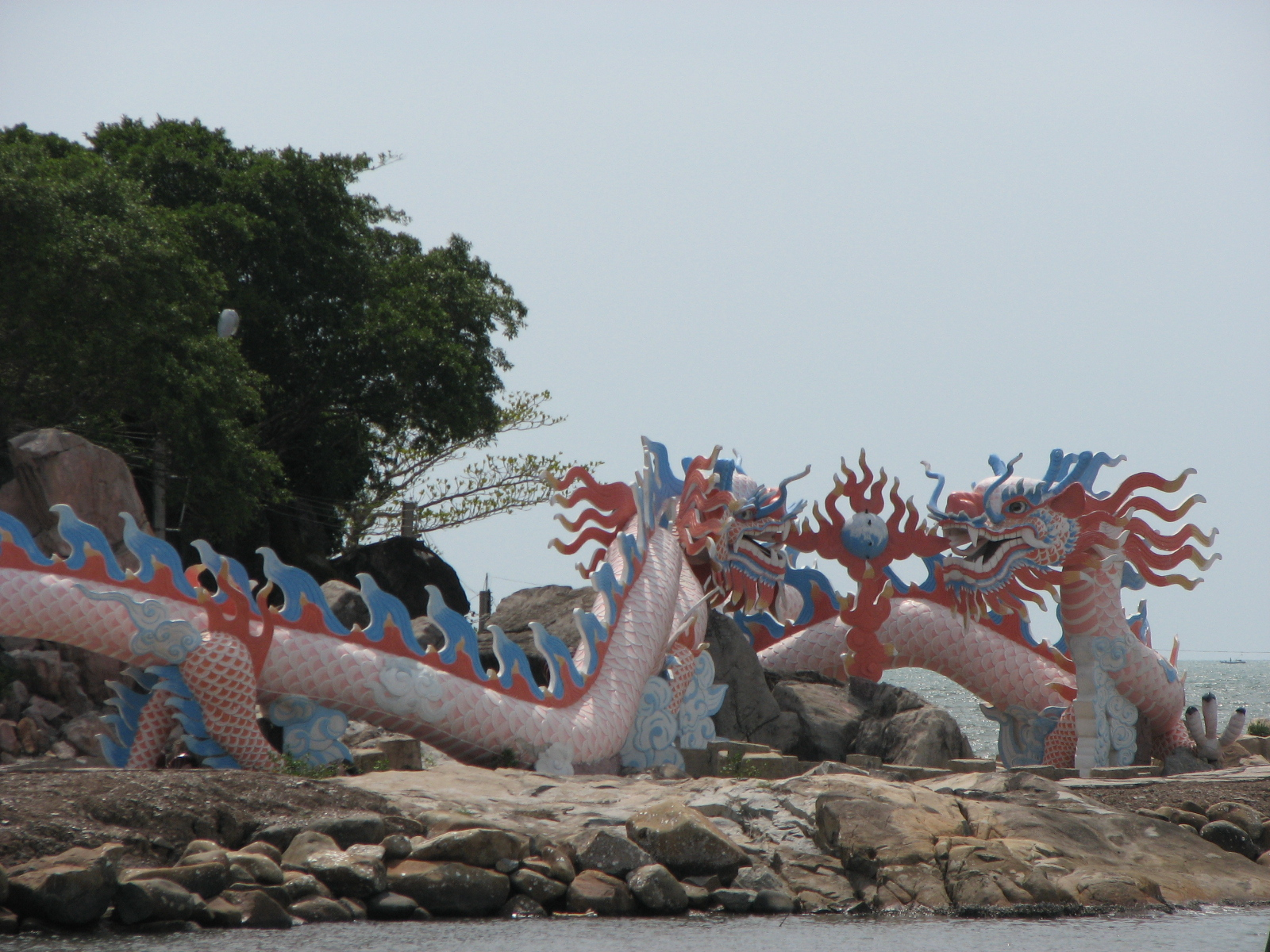
Đôi rồng cảnh làm bằng xi măng cốt sắt tại Khu du lịch Hòn Đá Bạc]]
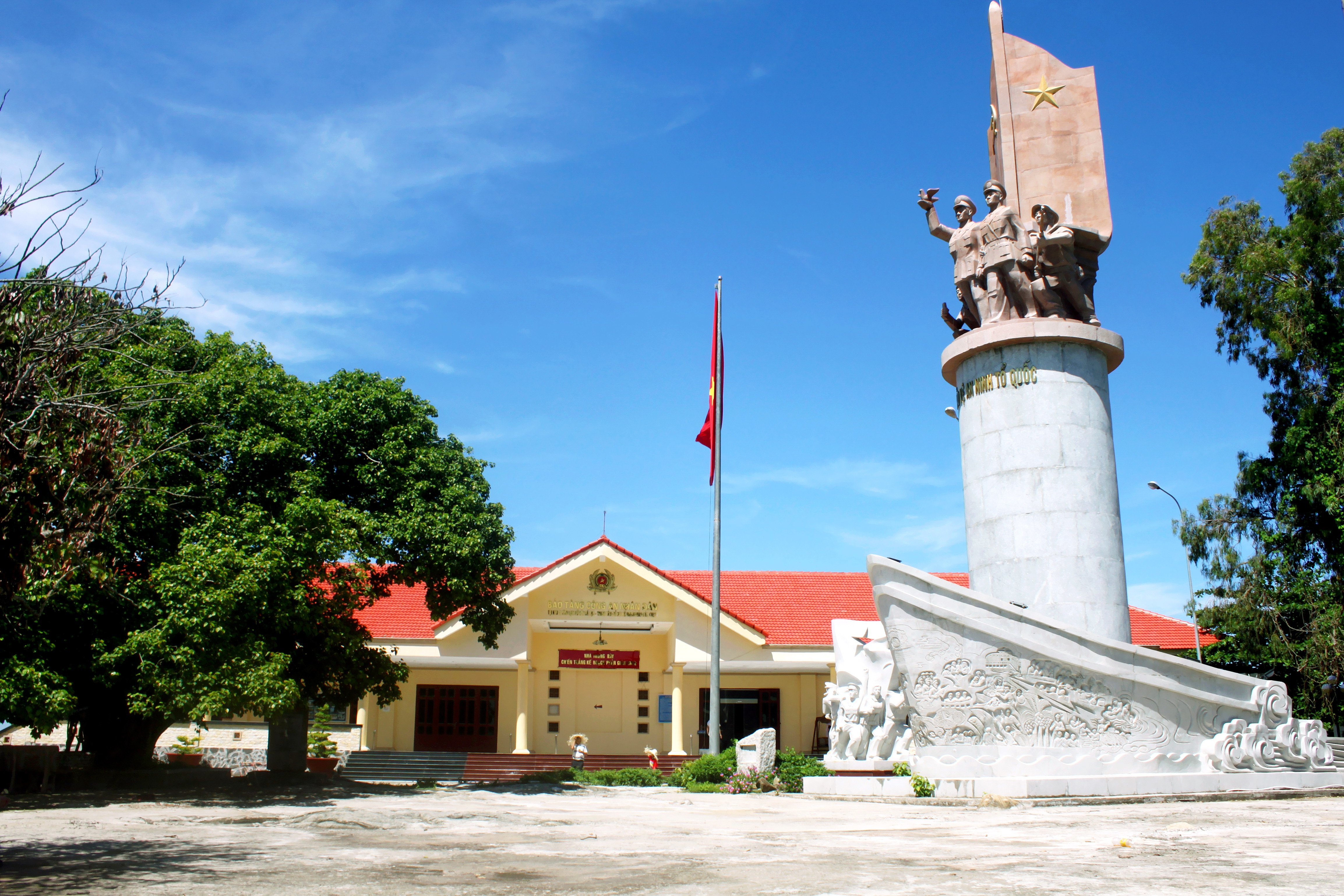
Tượng đài và nhà trưng bày chiến thắng Kế hoạch phản gián CM12
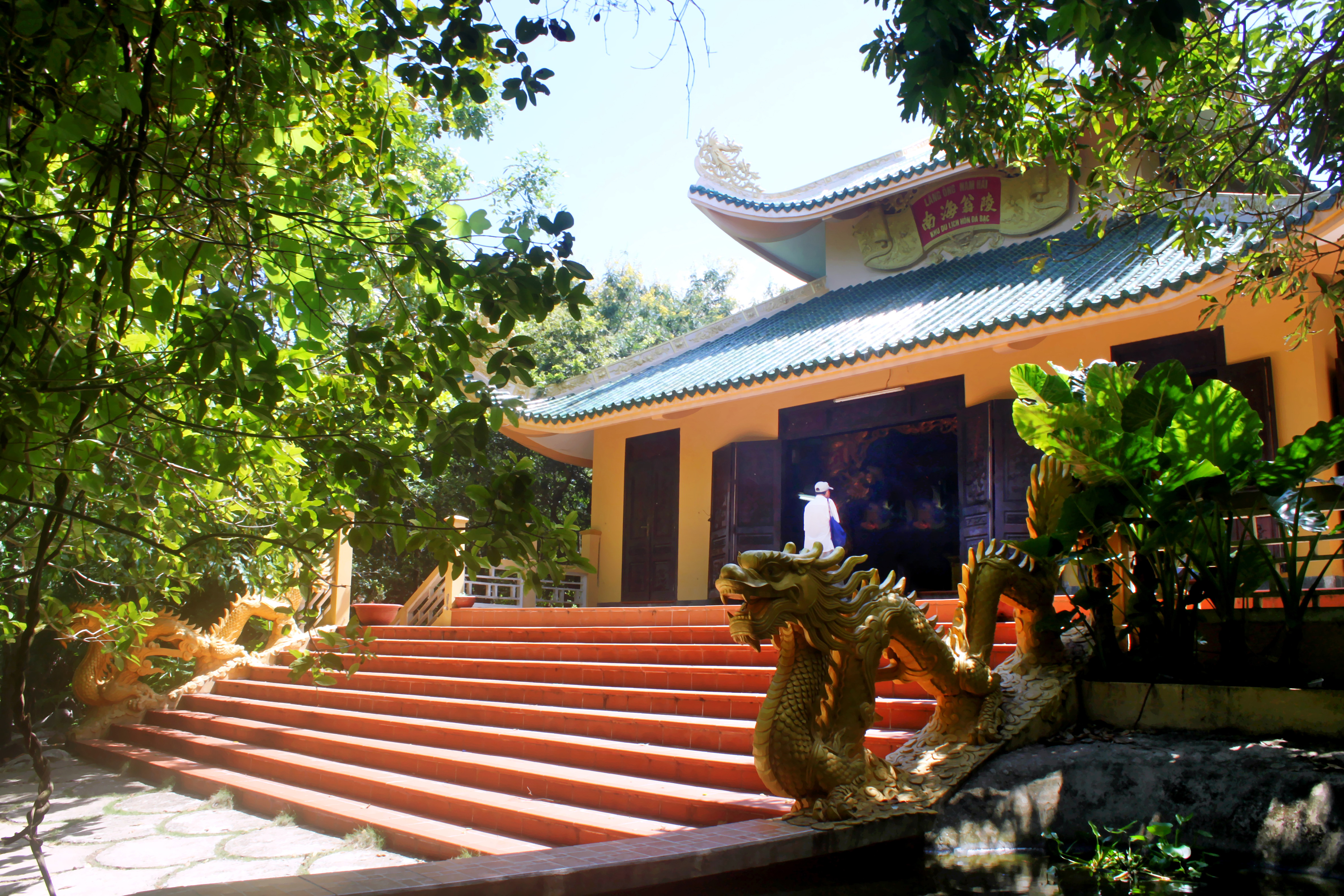
Lăng Ông Nam Hải
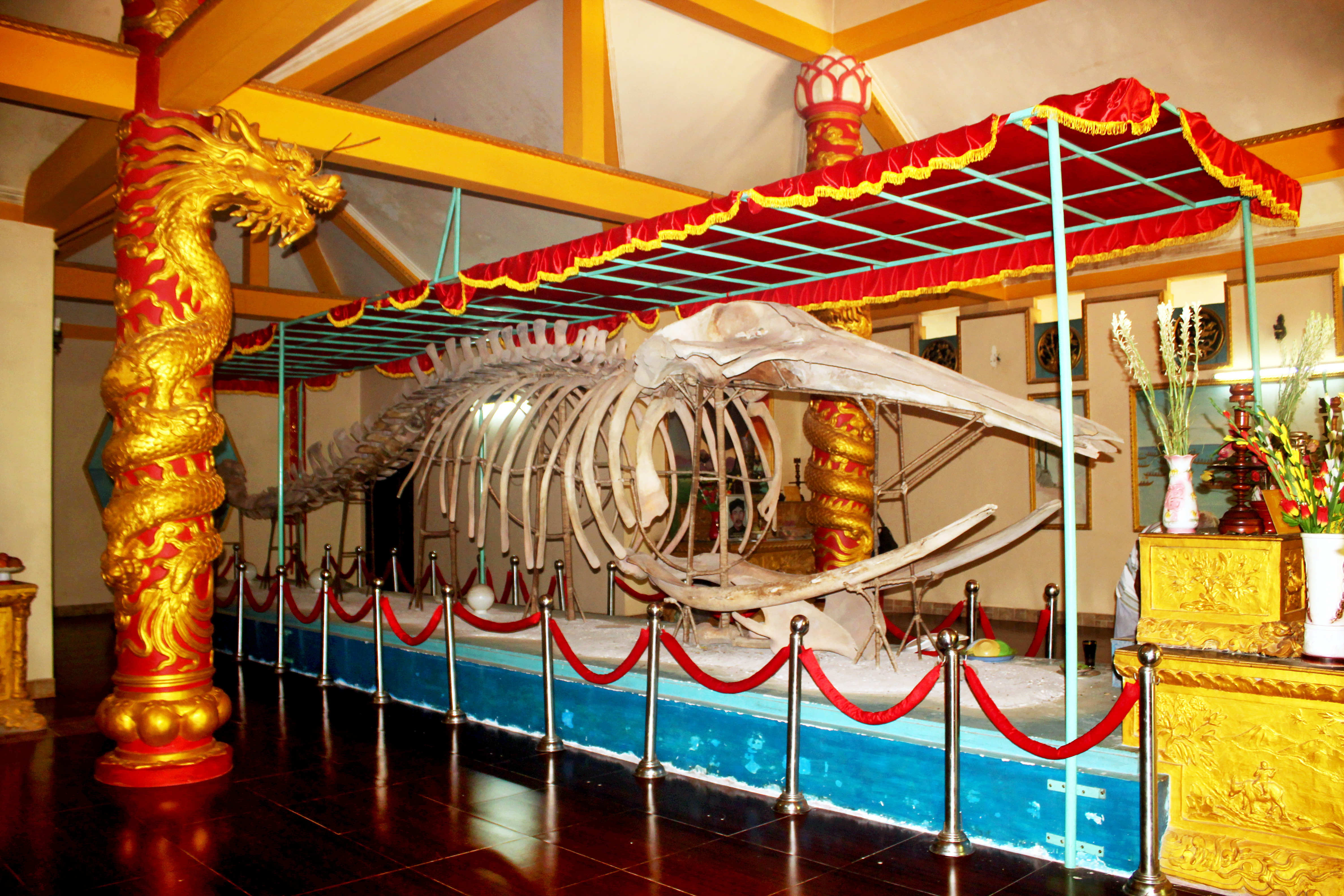
Bộ xương cá voi trong Lăng Ông Nam Hải
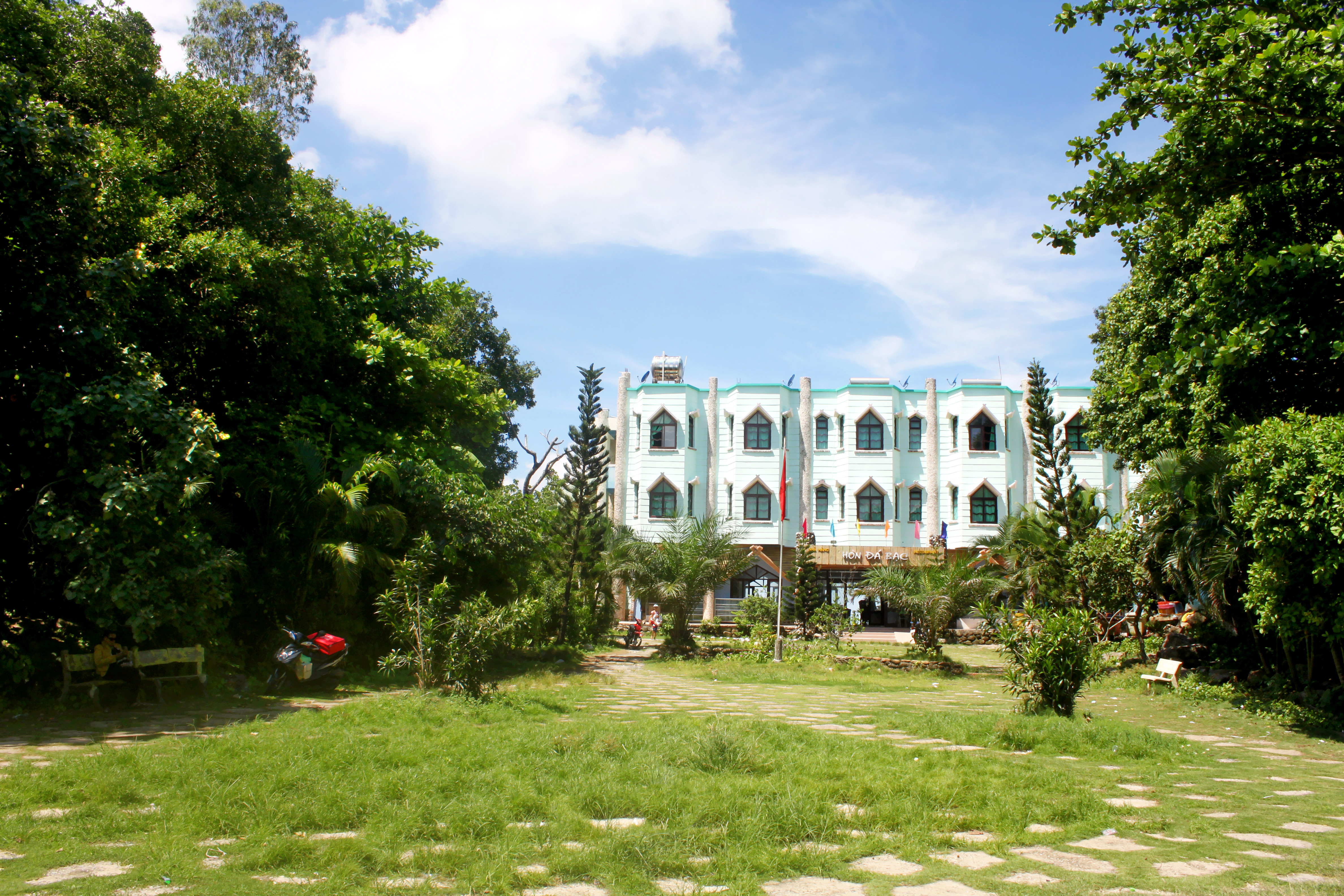
Nhà hàng và khách sạn Hòn Đá Bạc.
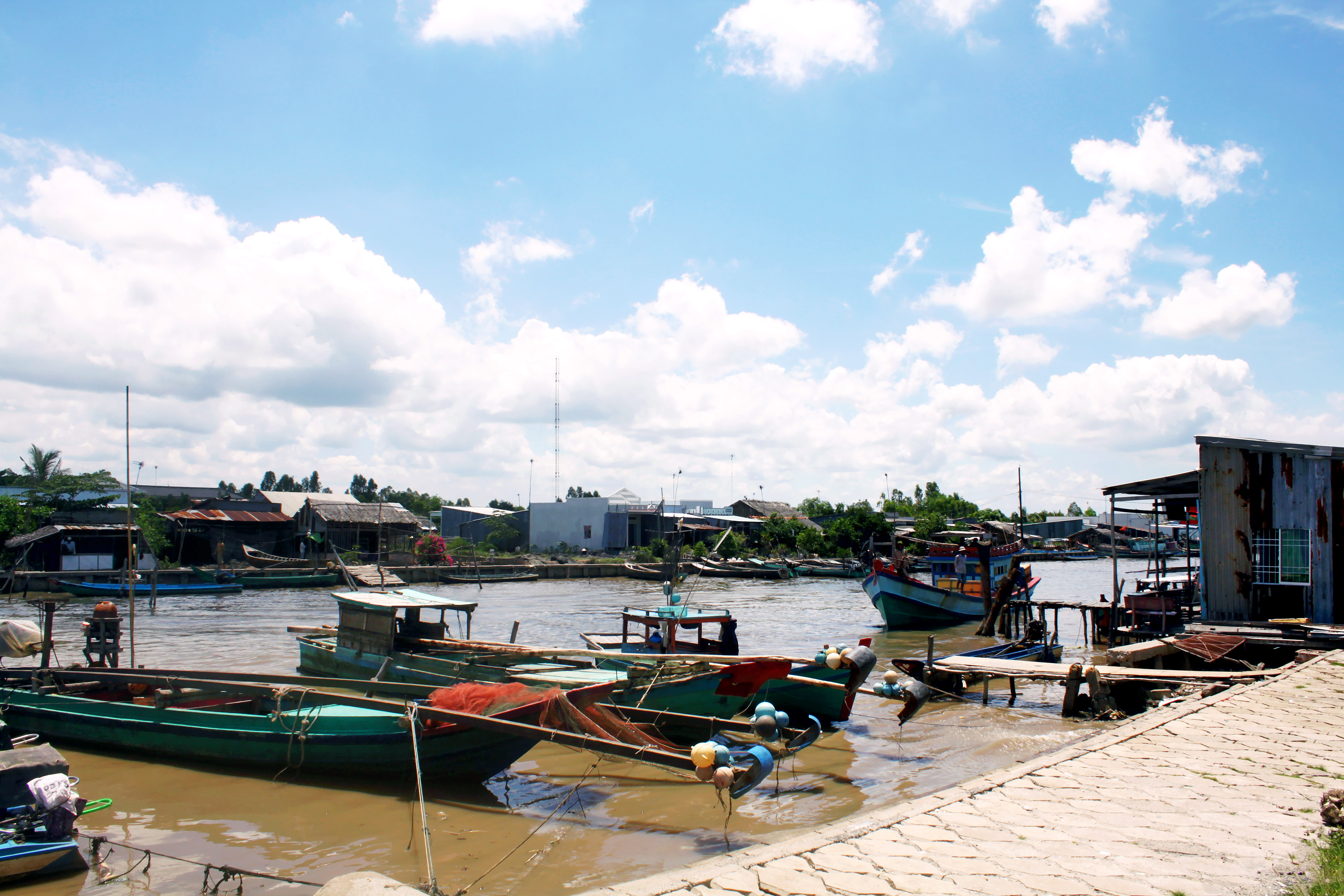
Một góc ấp Đá Bạc B (ở cạnh Khu du lịch Hòn Đá Bạc)
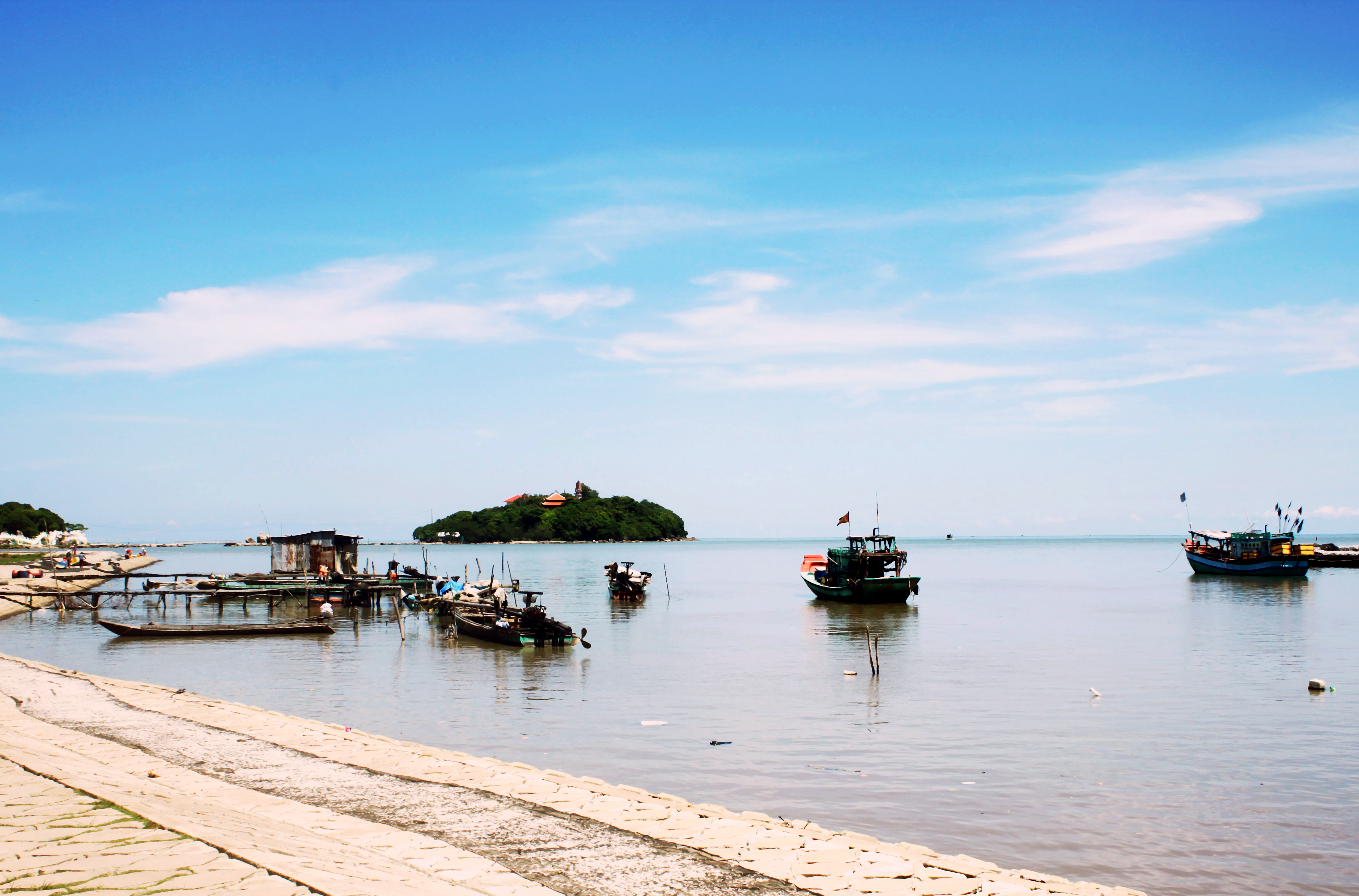
Một cảnh ở tại khu du lịch (ảnh 1)
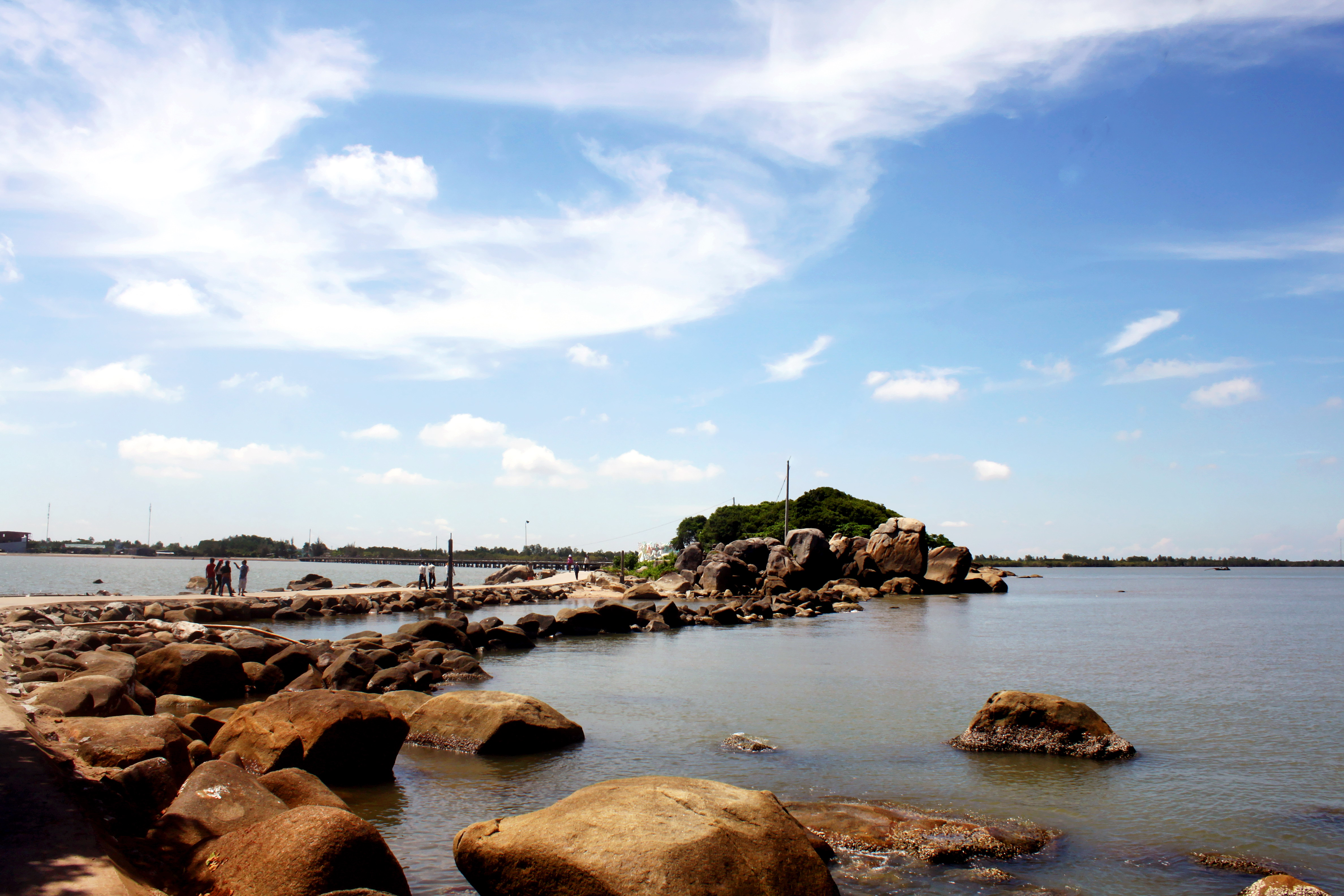
Một cảnh ở tại khu du lịch (ảnh 2)
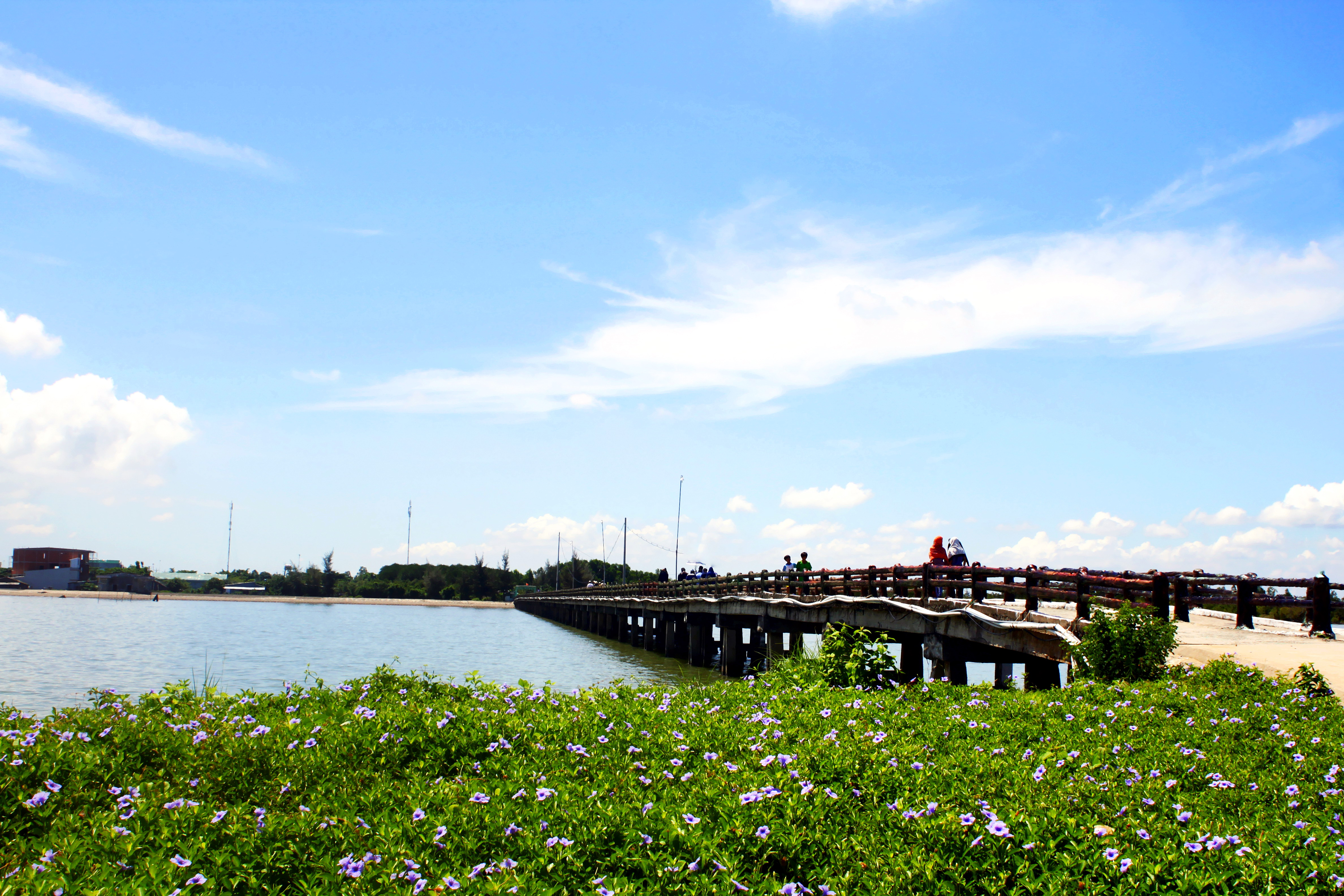
Một cảnh ở tại khu du lịch (ảnh 3)
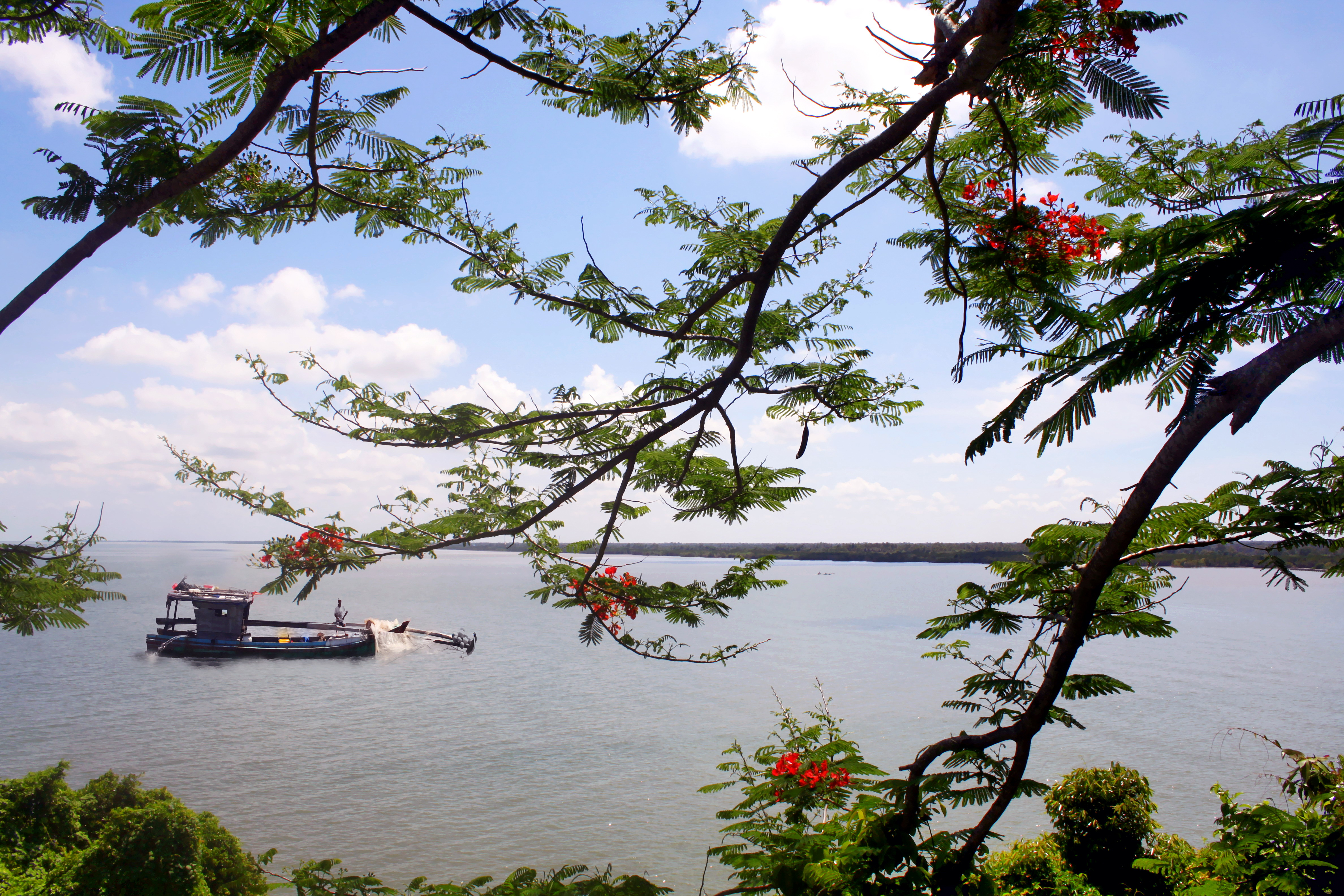
Một cảnh ở tại khu du lịch (ảnh 4)